# 스타크래프트 (과자)
스타크래프트는 오리온에서 생산하였던 과자로 지금은 단종되었다.

## 특징
스타크래프트의 과자에는 각각 테란, 저그, 프로토스라는 스타크래프트에 등장하는 종족들을 모델로 삼았으며 뒷면엔 그 종족들에 관한 설명도 들어있었다. 스타크래프트의 각종족별 유닛과 건물이 들어있는 스타크 택이라는 딱지도 들어있었다.

## 단종
스타크래프트라는 것이 전략 시뮬레이션게임으로 유명한 소프트웨어의 명칭이기에 같은 명칭을 사용하여 과자를 판매하는 것이 무효라는 대법원의 판결이 나오기도 했다. 등록무효 청구소송에서 상고심에서 원고 승소판정을 내린 원심확정을 내렸기 때문이다.